# اسیران (خداآفرین)
اسیران یکی از روستاهای استان آذربایجان شرقی است که در دهستان کیوان بخش مرکزی شهرستان خداآفرین واقع شده است.

## پیشینه
این روستا در گذشته ها ارمنی نشین بوده که بعد از کوچ ارامنه دو برادر به نام های مشهدی فرض الله و مشهدی نعمت که از اهالی روستای آوارسین بودند دوباره آنجا را آباد کردند مشهدی مهدی جعفرپور و محمود بهجت آوارسین از زمین داران بزرگ اسیران میباشند.